# Uperodon anamalaiensis
Espèce
Synonymes
- Ramanella anamalaiensis Rao, 1937

Statut de conservation UICN

 DD  : Données insuffisantes
Uperodon anamalaiensis est une espèce d'amphibiens de la famille des Microhylidae.

## Répartition
Cette espèce est endémique d'Inde. Elle se rencontre dans sud des Ghats occidentaux au Tamil Nadu dans les Anamallai Hills dans le district de Coimbatore et au Kerala dans les districts de Palakkad et de Thrissur.

## Étymologie
Son nom d'espèce, composé de anamal[l]ai et du suffixe latin -ensis, « qui vit dans, qui habite », lui a été donné en référence au lieu de sa découverte, les Anamallai Hills.

## Publication originale
- Rao, 1937 : On some new forms of Batrachia from south India. Proceedings of the Indian Academy of Sciences, sér. B, vol. 6, p. 387-427.